# Teïkovo
Teïkovo (en russe Тейково) est une ville de l'oblast d'Ivanovo, en Russie, et le centre administratif du raïon de Teïkovo dont la ville ne fait pas partie. Elle forme le district urbain de Teïkovo. Sa population s'élevait à 31 305 habitants en 2021.

## Géographie
Teïkovo est arrosée par la rivière Kliazma et se trouve à 32 km au sud-ouest d'Ivanovo et à 219 km au nord-est de Moscou.

## Histoire
Teïkovo fut d'abord un village, fondé au XVIIe siècle. Elle a le statut de ville depuis 1918.

## Population
Recensements (*) ou estimations de la population
| 1897* | 1926*  | 1939*  | 1959*  | 1970*  | 1979*  |
| ----- | ------ | ------ | ------ | ------ | ------ |
| 5 800 | 17 521 | 27 295 | 28 298 | 41 607 | 34 677 |

| 1989*  | 2002*  | 2010*  | 2012   | 2013   | 2014   |
| ------ | ------ | ------ | ------ | ------ | ------ |
| 38 126 | 36 686 | 34 993 | 34 588 | 34 344 | 33 782 |

| 2017   | 2019   | 2021   | - | - | - |
| ------ | ------ | ------ | - | - | - |
| 32 791 | 32 033 | 31 305 | - | - | - |

## Économie
L'agriculture de la région de Teïkovo cultive principalement des légumes (choux, carottes, betteraves), des pommes de terre et des céréales (avoine, seigle, orge).
L'entreprise OAO Teïkovotekstil (en russe : ОАО "Тейковотекстиль") produit des fils et des tissus de coton ainsi que des vêtements.

## Enseignement
La ville dispose de six écoles secondaires dont un lycée technique, d'une école de sport, de deux écoles professionnelles et d'un stade.

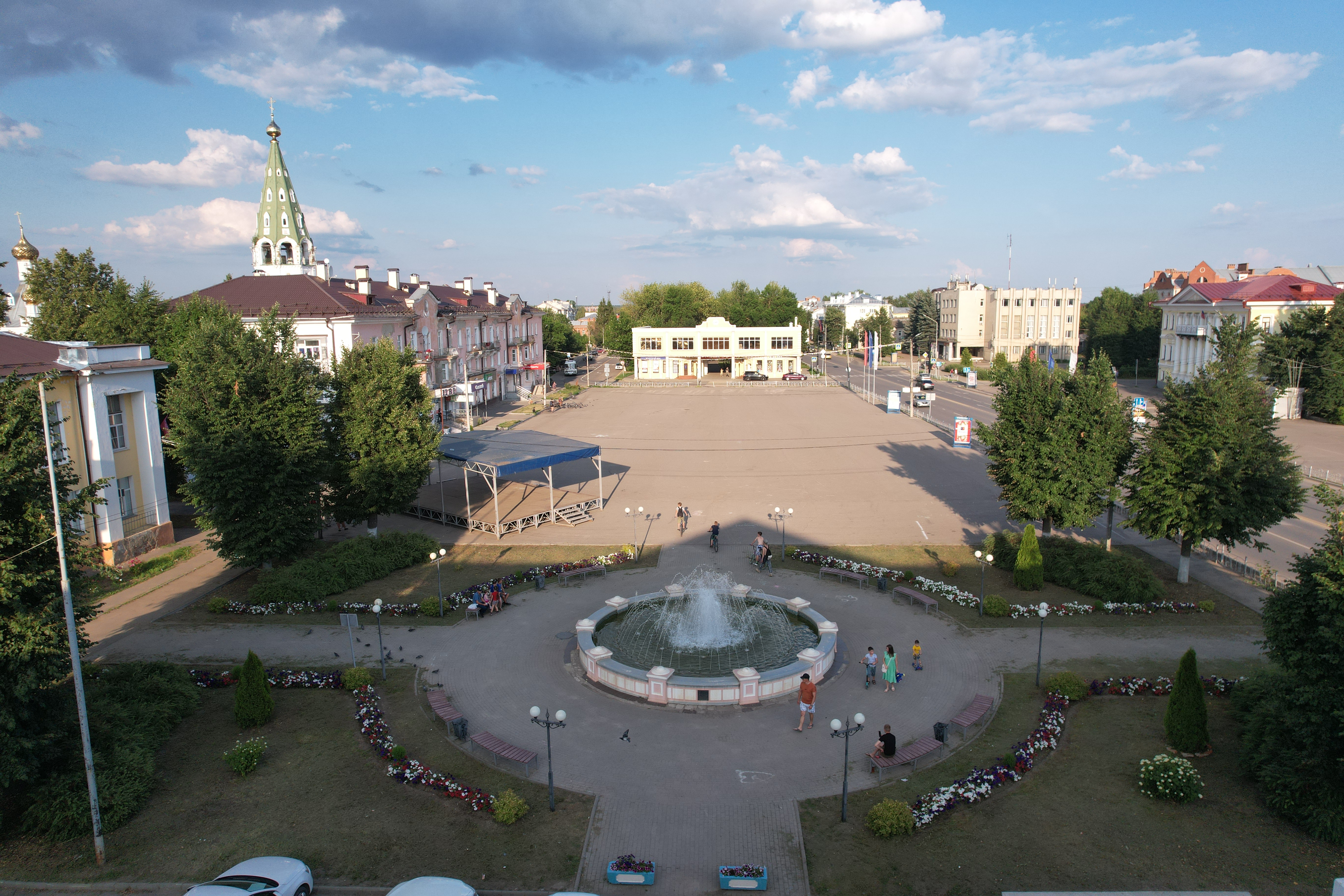
La place centrale de Teïkovo.